# Jean-Alexandre Barré

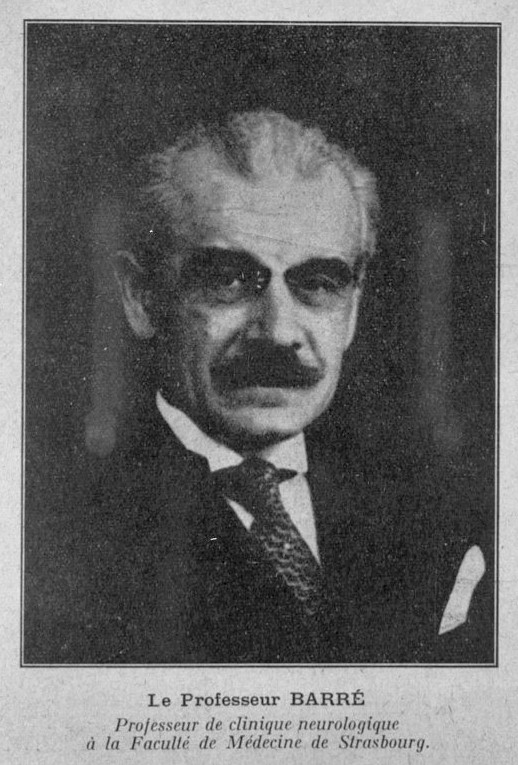
Jean-Alexandre Barré

Jean-Alexandre Barré (* 25. Mai 1880 in Nantes; † 26. April 1967 in Straßburg) war ein französischer Neurologe.

## Leben
Barré war ab 1919 Professor der Neurologie an der Universität von Straßburg.
Er beschrieb 1916 zusammen mit Georges Charles Guillain und André Strohl die Polyradikulitis Guillain-Barré, die heute die wichtigste Ursache akuter Lähmungserscheinungen als Folge von Entzündungen darstellt.

## Werke
- G. Guillain, J. A. Barré, A. Strohl: Sur une syndrome de radiculo-névrite avec hypoalbuminose du liquide céphalo-rachidien sans réaction cellulaire. Remarques sur les caractères cliniques et graphiques des réflexes tendineux. Bull Soc Méd Hôp Paris 1916;40:1462-70

| Personendaten    | Personendaten           |
| ---------------- | ----------------------- |
| NAME             | Barré, Jean-Alexandre   |
| KURZBESCHREIBUNG | französischer Neurologe |
| GEBURTSDATUM     | 25. Mai 1880            |
| GEBURTSORT       | Nantes, Frankreich      |
| STERBEDATUM      | 26. April 1967          |
| STERBEORT        | Straßburg, Frankreich   |